# عبود عبد العال
عبود عبد العال (1925 - 6 أبريل 2009)، موسيقي فلسطيني. عبود هو اختزال لعبد الرحمن عبد العال. دمشقي الفتوة، لبناني الانطلاقة والإقامة. اشتهر بالعزف المنفرد على الكمان، وشكل مدرسة خاصة به. انتخب نقيباً للفنانين اللبنانيين وأحيا مهرجانات لبنان قبل الحرب الأهلية اللبنانية. هاجر إلى لندن هربا من الحرب، وعاد بعد نهايتها في مطلع التسعينات لكنه عاد وغادر في 1994 إلى لندن حيث عمل هناك إلى أن توفي.
الموسيقار العربي الفلسطيني عبود عبد العال هجَّرَته الحرب الأهلية اللبنانية في السبعينيات، بعد أن كان اسمه والكمان الشرقي صنوين، ترتفع أنغامهما في سماء الأغنية والموسيقى العربية. وله إنتاجات ومعزوفات جعلت للأغنية طعماً آخر، حين كان يعيد غناء أي أغنية معروفة، لكن عبر كمنجته التي كانت تغني عوضاً عن المغني، بل وأجمل أحيانًا ما جعل الموسيقار الكبير الراحل محمد عبد الوهاب يوقع معه عقداً على إعادة توزيع العديد من أغنياته عزفاً على الكمان.
حاول عبود مرات كثيرة العودة إلى لبنان أو حتى إلى أي بلد عربي آخر، بعد سنوات مضنية من الغربة لكنه كان دائماً يصطدم بحواجز وتغيرات تجعله يدير ظهره للوطن، ويبقى في غربته مجبراً، مع أنه لطالما اعتبر أن الوطن لا يغيب مهما طال الزمن، وله مقولة: «..الغرب يبحث عن المواهب ونحن نسحب منها رخصة المرور».
ولد عبود عبد العال في عائلة موسيقية. والده عازفاً على القانون، وشقيقه فكان أستاذاً للموشحات وعازفاً على آلة «الرق». وهو قد اختار آلة الكمان وأسّس فرقة «الأوتار الذهبية». وحين يتذكر عبود تلك البداية ترتسم بسمة على وجهه البشوش، وهي بسمة طبعت سحنته ولم تفارقه، بل ولم تفارق مخيلتنا رغم غيابه الطويل عن ديار العرب.
يؤكد الموسيقار الراحل أن بدايته الفنية مع هدية والده له وهي الكمنجة الصغيرة في عيد ميلاده السابع. من بعد أرسله أباه لدراسة الموسيقى الغربية على يد أستاذ روسي، وكان قد بلغ العاشرة، حتى صار أصغر عازف.
بعد الغزو الإسرائيلي عام 1948، ووقع نكبة التهجير والتشريد الفلسطينية، تنقل عبد العال ما بين القاهرة ولبنان. وفي بداية الستينيات برز اسم الموسيقار الفلسطيني «اللاجئ» في التلفزيون اللبناني الذي كان قد انطلق للتو، وصار عبد العال يطل يوميا بأنغام كمانه الرقيق، ليلون أمسيات المشاهدين اللبنانيين بأنامله واوتاره، حنونا طروبا يهز القلوب والمشاعر.
كانت بيروت حينئذ جمرة للقومية العربية التي اتقد نارها من القاهرة، بفضل الرئيس جمال عبد الناصر. وهكذا طارت شهرة عبد العال في البلدان العربية التي استضافته في محطاتها المتلفزة مثل الكويت والجزائر والعراق وأبو ظبي وتونس وغيرها. وعندما انتقل إلى لندن وجد أن سحر أنامله كان طغى على الأسماع وسبق حضوره شهرة.
وفي مقابلة أجريت معه إبان الثمانينات يقول الموسيقار الراحل عن تجربة عمله في تلك المرحلة: في الماضي كانت الفرقة تقدم الألحان الشائعة من سماعيات وبشارف وموشحات، ثم بدأت الفرقة تلتقط الألحان التي قدمها كل من محمد عبد الوهاب والسنباطي وبليغ حمدي لأم كلثوم وعبد الحليم حافظ وتم تقديمها بتوزيع جديد استقطب أسماع الناس، حيث كانت الكمنجة بين أناملي تتخذ مكان السيدة أم كلثوم في الطرب.
في غربته البريطانية، أصدر عبد العال شرائط تضم موسيقى عربية في توزيعات حديثة، تبرز تملكه من العزف الفائق على آلة الكمان. وقد استفاد من قوة التقنيات الموسيقية الإلكترونية، التي منحته كل أوزان الموسيقى العربية بما فيها ربع الصوت. رغم قسوة هذه التقنيات على السماع الذي تتلهف له الأذن، في العزف الحي للأنامل. وهذا التجديد في استخدام تقنيات الأداء الموسيقي، جعلت الإنكليز ـ كما كان يقول ـ يستعيدونه، حينما يقدم معزوفة «الربيع» للموسيقار والمطرب العربي السوري فريد الأطرش، في وصلاته الحية، بل إن عبد العال يؤكد أن المستمعين الإنكليز لم يقلوا إقبالا عن أقرانهم من العرب.
اعترض بعض الموسيقيين المحافظين على جرأة عبد العال، في الاستفادة من التقنيات الموسيقية التي تعرف إليها بحكم وجوده في الغرب، وذلك بذريعة «صون» التقاليد الموسيقية العربية. لكن هذا الاعتراض لن يمحو تراث عبد العال الموسيقي الذي سيبقى كنزاً للأجيال المقبلة، وحيا في الحقب القادمة.
تتعرف الأجيال الجديدة على أعمال الموسيقي الفلسطيني الراحل، وتتداولها عبر المواقع الإلكترونية الكثيرة. كما أن مشاهد عبود عبد العال وهو يؤدي تقاسيمه الرقيقة، تبث حتى الآن، من تلفزيونات عربية عدة، وبعضها يعود إلى حقبة «الأسود والأبيض». في هذه المشاهد التي يعرفها الشباب العاشق لفن وأنامل عبد العال، تعرض تقاسيم مع عزف مقطوعة «سماعي العريان» الشهيرة، ومقتطفات من «إنت عمري»، «سيرة الحب»، «ألف ليلة وليلة»، «أنا في انتظارك»، «إسأل روحك»، «أغداً ألقاك»، «دارت الأيام»، «حا أقابله بكرا»، «الورد جميل» و «الأطلال» والكثير غيرها.
من أبدع ما عزفت أنامل عبد العال عام 1975، مقطوعة موسيقية يبدأ فيها عزف موشح «لما بدا يتثنى» مع غيتار وإيقاع، ثم تقاسيم على مقام «النهاوند»، وينتقل بخفة إلى «السيكاه» ويعرج بشفافية على «الحجاز» ثم «البيات» ثم «الراست» وبنقرات يعود إلى مقام «النهاوند» حتى يصل بالمسامع إلى ذروة التطريب.
وينقل عبد العال عن الموسيقار العربي المصري محمد عبد الوهاب، «شهادة» تقول: «... أن الكمنجة تغني بين أنامل عبود». ويرى الموسيقار العربي الفلسطيني أن طريقته التوزيع الموسيقي الإلكتروني، لاقت شهرة ونجاحاً، دفعت بالنقاد ومتذوقي الفن لتسميتي بـ «صاحب الأنامل الذهبية».
ويصف عبد العال «توزيعه» المبدع لأعمال عبد الوهاب بأنها «أعادت روح الماضي الجميل» إلى تلك الأعمال الخالدة. ويقول: «الحقيقة أنني نلت موافقة الأستاذ عبد الوهاب قبل أن أبدأ بالعملية، ومنحني موافقة خطية من الأستاذ عبد الوهاب على كل الأعمال التي صدرت بتوزيعي والأعمال التي لم توزع بعد. ولكني لن أقترب من أعمال الأستاذ عبد الوهاب بعد الذي قرأته على ألسنة أهل الموسيقى والتلحين. لقد أردت لهذه الأعمال أن تعبر القارات عبر توزيعاتي لكنهم يريدون لها أن تبقى على ظهر جمل. هم أحرار.».
واعتبر عبد العال رأي الملحن حلمي بكر في تلك التوزيعات، كان أهم الآراء التي قيلت. واستغرب كيف أن «الجميع» في القاهرة، قد غضبوا مني، في حين كان صاحب الأعمال الاستاذ عبد الوهاب سعيداً جدا بما فعلتً. ولدي ترخيص كتابي منه وعليه توقيعه يسمح لي بخوض التجربة. ويوجد بيني وبين شركته عقد احتكار لمدة عامين... وللعلم فإنني وضعت أكثر من توزيع للحن الواحد، قبل أن يقوم الاستاذ عبد الوهاب باختيار أحدها بعد سماعها عشرات المرات، فهل نشكك بأذن الهرم الموسيقي الكبير.
أما عبد الوهاب فكان يقول لعبود أثناء جلسات العمل كلما رآني قلقاً متوتراً خائفاً مهموماً «...يا عبود اعمل عملك بجدية وحب ثم ألقه في أحضان الجماهير وسوف تعرف الجماهير بحاستها الإنسانية التي لا تخطئ أن عملك هذا صادق وعلى الفور سوف تحبه». ويقول عبود «اعرف أن الجماهير أحبت العمل وصدقته على الرغم من تحفظ الموسيقيين والفنانين، الذين يريدون أن يكون للفن وجه واحد» بل قالب أصم.
كان عبود عبد العال حزيناً من أسلوب إصدار الأشرطة، وهي ست، تم تسجيلها في كاسيت دفعة واحدة، بلا دعاية ملائمة، وفي وقت واحد، الأمر الذي لم يحدث من قبل. وقد جرى ذلك رغم أن الاتفاق ينص على أن تنزل الإصدارات على دفعات. حقي ذهب هدراً.
ويتابع عبود: أين حقي أنا.. لقد أخذت مئة ألف دولار، وأقسم بالله أن ذلك كان أجرة الاستديو والموسيقيين فقط، ولم يدخل جيبي دولار واحد. لم تكن المادة (المال) همي قدر اهتمامي بحقي المعنوي.. فإسمي غير موجود على أغلفة الأشرطة، فقط الموجود صورة جميلة لعبد الوهاب واسمه وعنوان الشريط، وهو: «خالدات عبد الوهاب بتوزيع جديد». عظيم لكن من الذي وزعها؟ أين اسمه؟ أين صورته؟ من هو؟
أما عن محمد الموجي، فقال عبود: «لم أعرض على الموجي إعادة توزيع ألحانه لعبد الحليم حافظ، بل الموجي هو الذي طلب مني هذا. وأنا الذي قلت له أفكر. وليس هو. لأنني كنت مرتبطاً بعقد احتكار مع شركة صوت الفن، وهذا العقد يمنعني من التعاون مع جهة أخرى والعمل معها، وهذا العقد ينتهي في آب عام 1994..».
ارتبطت زيارة عبد العال الأولى لمصر عام 1954، بلقائه الأول بالعندليب الأسمر عبد الحليم حافظ. كان عبد العال بحاجة ليعيش المناخ الفني الغني الذي عرفت به القاهرة. وقال بأنه بدأ العمل في فرقة «السيد محمد»، لكن الغيرة دبّت في أعضاء الفرقة من زملائي عازفي الكمان، فحزنت لتصرفاتهم ونشرت أحزاني أمام الفنان عبد الحليم حافظ الذي نصحني بالصبر والحكمة فعملت بهما ورافقته في حفلات عدة أقامها على مسارح مختلفة. وفي هذه الحفلات غنى العندليب أغانيه الجديدة «بتلوموني ليه»، «على قد الشوق» و«صافيني مرة» وغيرها.
ويضيف الموسيقار العربي الفلسطيني: «...عندما تأزمت أحوالي النفسية وللأسباب نفسها قررت ترك القاهرة فجاءني عبد الحليم وقال لي مشجعاً:» إصبر يا أخي، طريقنا شاق طويل وخليك معانا يا رجل«. لكنني كنت قد صممت على الرحيل وعندما عدت إلى القاهرة عام 1967 وجدت الأمر قد تغير كثيراً، حيث استقبلت من كافة الأوساط الفنية والشعبية بحرارة وحب...».
خلال حياته الفنية الطويلة رافق عبود عبد العال وفرقته أكبر المطربين في الوطن العربي. وهو يصف فريد الأطرش بصاحب القلب الطيب والكرم الفياض. ويقول عبد العال بأن فريد كان إنساناً لم تهمه ماديات الحياة، كان يعيش بإحساسه وعواطفه. يحب عمله ويفرح لنجاحات الآخرين، كما كان يكره الحروب الباردة التي يشنها كبار الفنانين على المبتدئين... واعتبره أخاً وصديقاً للجميع. أما على الصعيد الفني، فيرى عبد العال أن الموسيقار العربي السوري وكان مستقلاً في لونه، وقد قلده كثيرون، مثلما قلدوا الفنان عبد الحليم حافظ، ولكنهم فشلوا جميعهم لأن الفن لا يورث.
أما «سبب» غياب «صاحب الأنامل الذهبية» عن أعمال كوكب الشرق أم كلثوم، فيقول عبد العال: لهذا الموضوع قصة.. جاءني بليغ حمدي في إحدى المرات إلى بيروت وطلب مني تأدية «صولو» (عزف منفرد) في إحدى أغنيات السيدة أم كلثوم لإيمانه بأني الوحيد القادر، على تأديته ببراعة وحس، كما رسمه لي في لحنه. ووافقت دون تردد، لكني فوجئت حين سمعت الأغنية، بأن أحمد الحفناوي قد أدى ذاك «الصولو» بكمانه، واستفسرت عن السبب، فأجابني بليغ حمدي بأن الموسيقيين رفضوا أن يؤديه «غريب» عن الفرقة.
اشتهر عبد العال بجرأته في قول رأيه النقدي بكثير من العازفين والمطربين. ويقول عن عازف الكمان المصري أحمد الحفناوي: إنه عازف عظيم...لكنه عازف شرقي فقط. ولديه معزوفات منفردة حلوة جداً. أما عن أنور منسى فقال: لقد كان العازف والسوليست الأول في عصره. وهذا يعود لثقافته الموسيقية الغربية. كان متمكناً من نفسه وواثقاً من قبضته على قوس الكمان.
أبدى الموسيقار عبود عبد العال إعجابا لافتاً بالمطربة الكبيرة صباح «لشياكتها وأدائها». أما «الست فيروز» فإنه أعجب بها لرقتها وإحساسها بجميع الجمل الموسيقية، إلى حد يسمح لعازف الصولو بتأدية جملة موسيقية جديدة يمكن أن يكون قد أحس بها.
وانتقد تكبر فايزة أحمد، مع أنه قال أحب صوتها"، وذلك لأنها "لا تتمتع بأخلاقيات الفنان على المسرح، فهي تحاول أن تعلن للنظارة فهمها للموسيقى، وغباء الموسيقيين".
أما عن المطرب اللبناني الكبير وديع الصافي فهناك رأي لعبد العال قال بالصافي في الثمانينات من القرن الماضي، إذ وصفه بأنه «صوت عظيم بحاجة إلى تجديد في اللون الذي يؤديه».